# Kollektivtrafik i Tvåstad
Kollektivtrafiken i Tvåstad, där Tvåstad är benämningen på Trollhättan och Vänersborg, består huvudsakligen av busstrafik. Västtrafik agerar ensam som trafikhuvudman. I maj 2003 beslutade kommunerna att bidra till en gemensam kollektivtrafik. De två städerna har mycket gemensamt, såsom sjukhus, köpcentrum med mera. Dessutom bidrar industrierna i Trollhättan till att många pendlar från Vänersborg. Detta resulterade i att man slog ihop kollektivtrafiken för att underlätta resandet.

## Trafiken i Tvåstad

### Stomlinjer i Trollhättan
I Trollhättan finns det fyra stomlinjer som tillsammans täcker stora delar av staden. De är uppbyggda så att de startar i en yttre stadsdel, går in genom stadskärnan via Trollhättans resecentrum och Drottningtorget som fungerar som nav i trafiken. Därefter fortsätter de ut till en annan yttre stadsdel. Linjerna har generellt två avgångar i timmen förutom under rusningstid då linje 24 har sex avgångar i timmen, mot kvarts- eller 20-minuterstrafik annars. Linje 23 passerar inte Resecentrum men trafikerar Drottningtorget.

| Linje | Skyltad sträckning                             | Detaljerad sträckning                                                                               | Hållplatser | Restid | Turtäthet vardagar |
| ----- | ---------------------------------------------- | --------------------------------------------------------------------------------------------------- | ----------- | ------ | ------------------ |
| 21    | Sandhem - Drottningtorget - Skoftebyn          | Hojum - Sandhem - Stavre - Drottningtorget - Skoftebyn                                              | 31          | 36 min | 15-30 min          |
| 22    | Halvorstorp - Drottningtorget - Strömslund     | Halvorstorp - Dannebacken - Hjulkvarn - Drottningtorget - Källstorp - Strömslund - Torsred          | 21          | 26 min | 15-30 min          |
| 23    | Drottningtorget - Kronogården -Drottningtorget | Drottningtorget - Hjortmossen - Karlstorp - Kronogården - Karlstorp - Hjortmossen - Drottningtorget | 20          | 24 min | 30 min             |
| 24    | Lextorp - Drottningtorget - Sylte              | Lextorp - Kronogården - Tingvalla - Drottningtorget - Karlstorp - Eriksro - Sylte                   | 32          | 40 min | 10-15 min          |

### Linjer i Vänersborg
Vänersborg har inga stomlinjer på samma sätt som Trollhättan. Istället samverkar linjer som har en sträckning utanför staden till att gå igenom stadsdelar och på så sätt täcker de upp staden. Linjerna avgår två gånger i timmen men kan även ha fyra avgångar på högtrafikerade linjer under rusningstid. 
| Linje | Sträckning                                               | Detaljerad sträckning                                                    | Hållplatser | Restid | Turtäthet vardagar              |
| ----- | -------------------------------------------------------- | ------------------------------------------------------------------------ | ----------- | ------ | ------------------------------- |
| 61    | Centrum - Korseberg → mot Trollhättan                    | Resecentrum - Torget - Torpa - Korseberg                                 | 14          | 13 min | 30 min                          |
| 62    | Nordkroken - Vargön - Torget - Öxnered → mot Trollhättan | Nordkroken - Vargön - Mariedal - Resecentrum - Torget - Blåsut - Öxnered | 41          | 44 min | 30 min                          |
| 64    | Resecentrum - Onsjö                                      | Resecentrum - Nabbensberg - Onsjö                                        | 16          | 15 min | 30 min                          |
| 65    | Restad gård - Torget - Korseberg → mot Trollhättan       | Restad gård - Mariedal - Torget - Resecentrum - Korseberg                | 26          | 23 min | 15-30 min                       |
| 66    | Resecentrum - Vargön → mot Trollhättan                   | Resecentrum - Torget - Holmängen - Vargön                                | 24          | 27 min | 30 min (uppehåll mitt på dagen) |

### Tvåstadstrafik
Mellan Trollhättan och Vänersborg finns det fyra linjer som förutom att trafikera städerna även binder samman mindre orter och andra intressanta platser. Linje 61 fungerar som stadsbuss i Trollhättan då den passerar stadsdelarna Björndalen och Skogshöjden. Den ansluter även till länssjukhuset NÄL. Linje 62 går från Vänersborg via Öxnered järnvägsstation och Trestad Center som är ett nav för länsbussar, till Trollhättan. Linje 65 går mellan städerna via Överby köpcentrum och i Vänersborg utgör den en del av stomlinjenätet. Slutligen linje 66 som till skillnad från sina systerlinjer sträcker sig på öster sida om Göta älv. Här passerar den mindre orter inklusive Vargön.
Vid vissa tider går även linjerna 61, 65 och 66 till Stallbacka industriområde och är ett alternativ till industrilinjerna då de har fler avgångar på dygnet.
| Linje | Sträckning                                                     | Hållplatser | Restid | Turtäthet vardagar              |
| ----- | -------------------------------------------------------------- | ----------- | ------ | ------------------------------- |
| 61    | Stallbacka - Trollhättan - NÄL - Vänersborg                    | 46          | 56 min | 30 min                          |
| 62    | Nordkroken - Vargön - Vänersborg - Öxnered - NÄL - Trollhättan | 58          | 72 min | 30 min                          |
| 65    | Restad gård - Vänersborg - Överby - Trollhättan                | 34          | 42 min | 15-30 min                       |
| 66    | Vänersborg - Vargön - Stallbacka - Trollhättan                 | 29          | 38 min | 30 min (uppehåll mitt på dagen) |

### Industrilinjerna
En viktig del av Vänersborgs och speciellt Trollhättans näringsliv är Volvo Aero som är belägen på Stallbackas industriområde. För att underlätta det kollektiva resandet till och från arbetet finns det ett antal linjer vars avgångar anpassas efter skiftbytena. Dessa linjer går direkt från stadsdelarna till Stallbacka och på så sätt slipper man byta linje vid naven. 

#### Från Trollhättan
| Linje | Sträckning                                          | Hållplatser | Restid |
| ----- | --------------------------------------------------- | ----------- | ------ |
| 31    | Skoftebyn - Karlstorp - Stallbacka - Hedeäng        | 24          | 36 min |
| 32    | Lextorp - Kronogården - Stallbacka - Norra Porten   | 19          | 30 min |
| 34    | Halvorstorp - Sandhem - Stallbacka                  | 19          | 20 min |
| 35    | Trollhättan Resecentrum - Stallbacka - Norra Porten | 10          | 15 min |
| 37    | Kronogården - Hjortmossen - Stallbacka              | 30          | 30 min |

#### Från Vänersborg
| Linje | Sträckning                                               | Hållplatser | Restid |
| ----- | -------------------------------------------------------- | ----------- | ------ |
| 38    | Vänersborg - Onsjö - Stallbacka - Halvorstorps ind. omr. | 45          | 55 min |
| 39    | Öxnered - Vänersborg - Vargön - Stallbacka               | 34          | 37 min |

### Servicelinjerna
Servicelinjerna är tre linjer som endast finns i Trollhättan. Linjerna är ett komplement till stomlinjerna med samma slutdestinationer fast skillnaden är att de har en längre sträckning som oftast går in i stadsdelarna istället för igenom dem och passerar äldreboenden etc. för att underlätta för äldre, handikappade eller andra med begränsad rörlighet. Även om linjerna är lämpade för dessa persongrupper så är de ändå tillgängliga för alla. 
| Linje | Skyltad sträckning                          | Detaljerad sträckning                                                 | Hållplatser | Restid |
| ----- | ------------------------------------------- | --------------------------------------------------------------------- | ----------- | ------ |
| 51    | Bäckelyckeparken - Stavre - Drottningtorget | Dannebacken - Stavre - Hojum - Stavre - Tingvalla - Drottningtorget   | 28          | 25 min |
| 52    | Sylte - Kronogården - Drottningtorget       | Sylte - Kronogården - Karlstorp - Hjortmossen - Drottningtorget       | 25          | 25 min |
| 53    | NÄL - Överby - Drottningtorget              | NÄL - Skogshöjden - Överby - Björndalen - Källstorp - Drottningtorget |             | 25 min |

### Övriga linjer
Det finns en del andra linjer som har ett begränsat antal avgångar. Dessa är till för pendlare till framförallt sjukhuset NÄL men även andra destinationer. 
| Linje | Sträckning                                       | Hållplatser | Restid |
| ----- | ------------------------------------------------ | ----------- | ------ |
| 42    | Halvorstorps ind. omr. - Drottningtorget         | 16          | 12 min |
| 44    | Trollhättan - Halvorstorp - Vargön - Vänersborg  | 31          | 30 min |
| 45    | Resecentrum - NÄL (Direktbuss)                   | 2           | 15 min |
| 46    | Halvorstorp - Stavre - Drottningtorget           | 15          | 10 min |
| 47    | Skoftebyn - Kronogården - Drottningtorget - NÄL  | 42          | 40 min |
| 48    | Nordkroken - Vargön - Vänersborg - Öxnered - NÄL | 54          | 50 min |
| 49    | Vänersborg - Onsjö - NÄL                         | 33          | 28 min |

### Nattlinjer
Vid sena timmar eller natt slutar många linjer att gå. Då ersätts de av nattlinjerna som täcker upp stomlinjer såväl som linjerna mellan städerna. På dessa turer gäller en dyrare nattaxa. 
| Linje | Sträckning                                     | Hållplatser | Restid |
| ----- | ---------------------------------------------- | ----------- | ------ |
| 91    | Vänersborg - Onsjö - Skogshöjden - Trollhättan | 48          | 40 min |
| 92    | Öxnered - Vänersborg - Vargön - Trollhättan    | 54          | 55 min |
| 93    | Strömslund - Drottningtorget - Lextorp - Sylte | 54          | 55 min |

## Fjärrtrafik

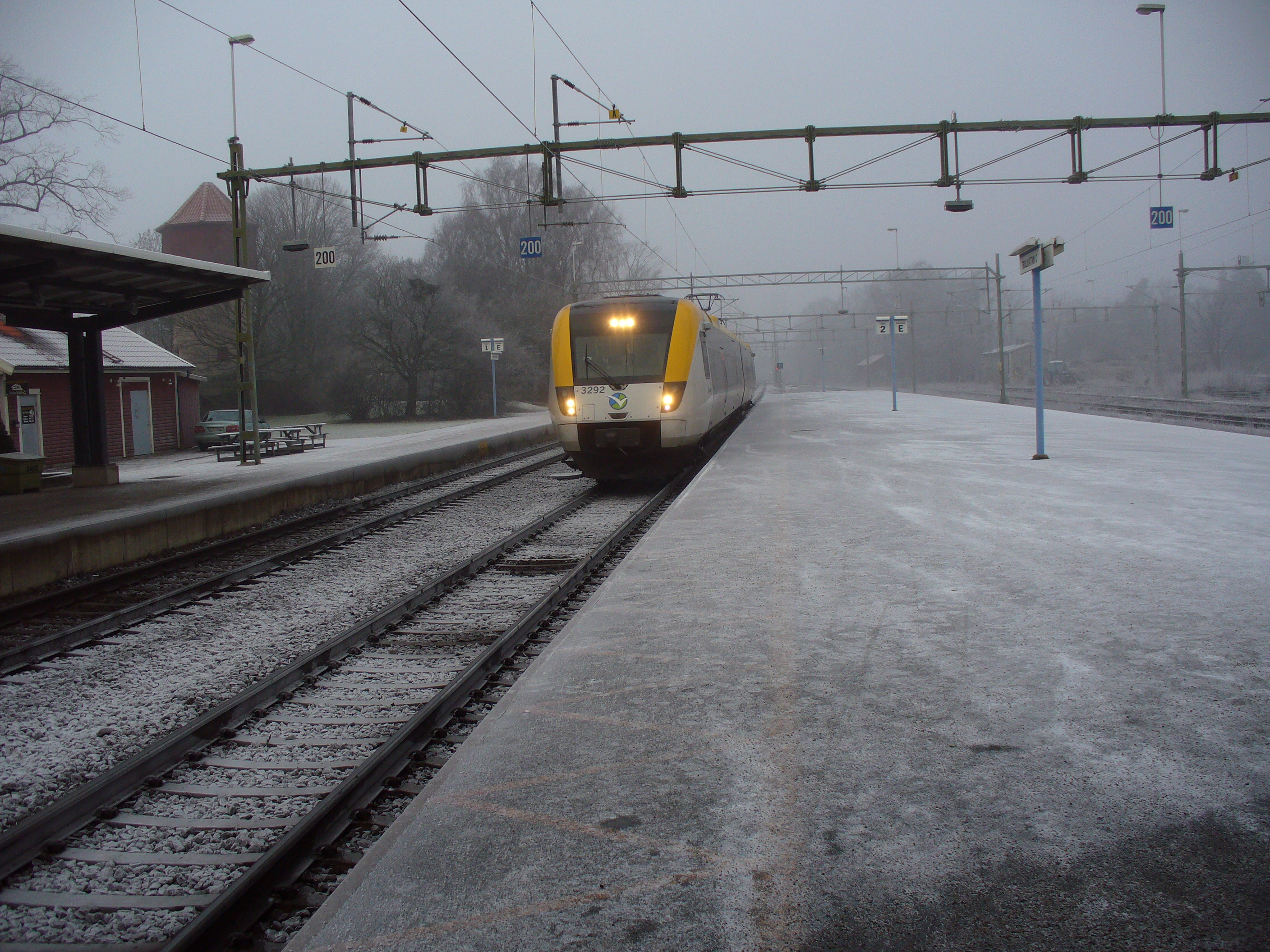
Ett av Västtrafiks regionaltåg på Trollhättans station

### Expressbuss
Från Vänersborgs och Trollhättans Resecentrum avgår det expressbussar till ett antal destinationer. En del tillhör Västtrafik och går inom länet och andra är privata och går på längre avstånd.

### Tåg
I Tvåstad finns det fyra järnvägsstationer: Trollhättan, Vänersborg, Öxnered och Vargön. Från de tre förstnämnda går det en linje mot Älvängen och Göteborg. Från Öxnered och Trollhättan går ytterligare tåg mot Göteborg samt fjärrtåg mot Karlstad och Oslo. Från Öxnered, Vänersborg och Vargön kan man även ta tåg på Älvsborgsbanan, till Uddevalla respektive Varberg via Herrljunga och Borås. Det finns X2000-avgångar från Uddevalla via Vänersborg till Stockholm.

### Flyg
Tvåstad har en gemensam flygplats kallad Malöga flygplats eller Trollhättan-Vänersborgs flygplats. Härifrån går det en linje till Stockholm-Bromma som drivs av Golden Air. Det finns inte någon busslinje till Malöga-flygplatsen, utan man är hänvisad till taxi, egen bil eller hyrbil. De som vill flyga utomlands söderut brukar använda främst flygplatsen Göteborg-Landvetter.